# Chautauqua (CDP, New York)
Chautauqua ist ein Weiler und census-designated place (CDP) in der Town of Chautauqua im Chautauqua County des US-Bundesstaates New York im Osten der Vereinigten Staaten. Er umfasst das Gebiet der Chautauqua Institution, einer Einrichtung der Erwachsenenbildung mit Sommerresort am südwestlichen Ufer des Chautauqua Lake im äußersten Westen des Bundesstaates. Das U.S. Census Bureau hat bei der Volkszählung 2020 eine Einwohnerzahl von 218 ermittelt.

## Geographie
Der CDP grenzt im Nordosten an den See und im Südwesten an die New York State Route 394 oder auch West Lake Road. Mayville, die größte Siedlung in der Town of Chautauqua, liegt etwa sechs Kilometer nordwestlich, am nördlichen Ende des Sees. Die Auffahrt zur Interstate 86 bei Bemus Point liegt etwa neun Kilometer südöstlich.
Nach den Angaben des United States Census Bureaus hat der Chautauqua CDP eine Gesamtfläche von 1,1 km² und besteht völlig aus Land.

## Belege
1. ↑  Explore Census Data Chautauqua CDP, New York. Abgerufen am 9. Januar 2023.
2. ↑  Geographic Identifiers: 2010 Demographic Profile Data (G001): Chautauqua CDP, New York. U.S. Census Bureau, American Factfinder, archiviert vom Original am 12. Februar 2020; abgerufen am 31. Oktober 2014 (englisch).